# 学生翼
学生翼（英語：student wing），又称学生支部、学生派系、学生团体、学生组织等，是一个更大组织的附属、自主或独立同盟，通常是为了凝聚学生的支持，并关注学生特殊问题。学生翼也可以成为组织内学生成员和支持者的讨论论坛，以辩论政策和意识形态。  

## 区别

### 青年翼
学生翼不同于青年翼，因为前者不一定建立于青年上。

### 政党派系
学生翼通常不被视为政党派系。